# Željko Hell
Željko Hell (Požega, 22. listopada 1923. – Split, 12. studenog 2008.) je bio hrvatski književnik. Pisao je novelističku, romanesknu i esejističku prozu.
Rodio se u Požegi. 
Najznačajniji dio njegove karijere je vezan za Split, u kojem je završio srednju školu i u kojem se zaposlio. Radio je u Oglasnom zavodu Hrvatske i splitskom Kazalištu lutaka.
Surađivao je s časopisima Hrvatskim slovom, Mogućnostima, Hrvatskim obzorjima, Forumom...

## Djela
Djela mu karakterizira mističnost, metafizičnost i transcedentnost.
Autor je velikog broja dječjih igrokaza.
- Sunčev točak, 1978.
- XII. KARTA TAROTA, 1980.
- Za križem, 1991.
- Zlatna ptica (anđeo posut očima) : drama : legenda o svetom Tarziciju , 1995.
- Mojanka: tetragram - četveroknjižje, roman, 1997.
- Samsonske kose ili Himne partizanke ili Čudno stanje jednoga uma , 1997.
- Srebrene priče, 1998.
- Misionar: svete slike, 1999.
- Moja plava ptica: male - velike priče, 1999.
- Jahači na vremenu, 2000.
- Kaos: čudne priče, 2000.
- Karabita karabeska, 2000.
- Stakleni torzo, 2000.
- Sveti čovjek: (mnemske slike), roman, 2000.